# Ilse Fuskova
Ilse Fusková Kornreich, née le 11 juin 1929 à Buenos Aires (Argentine) et morte le 27 juin 2024 dans la même ville, est une journaliste et militante féministe et homosexuelle argentine.

## Biographie

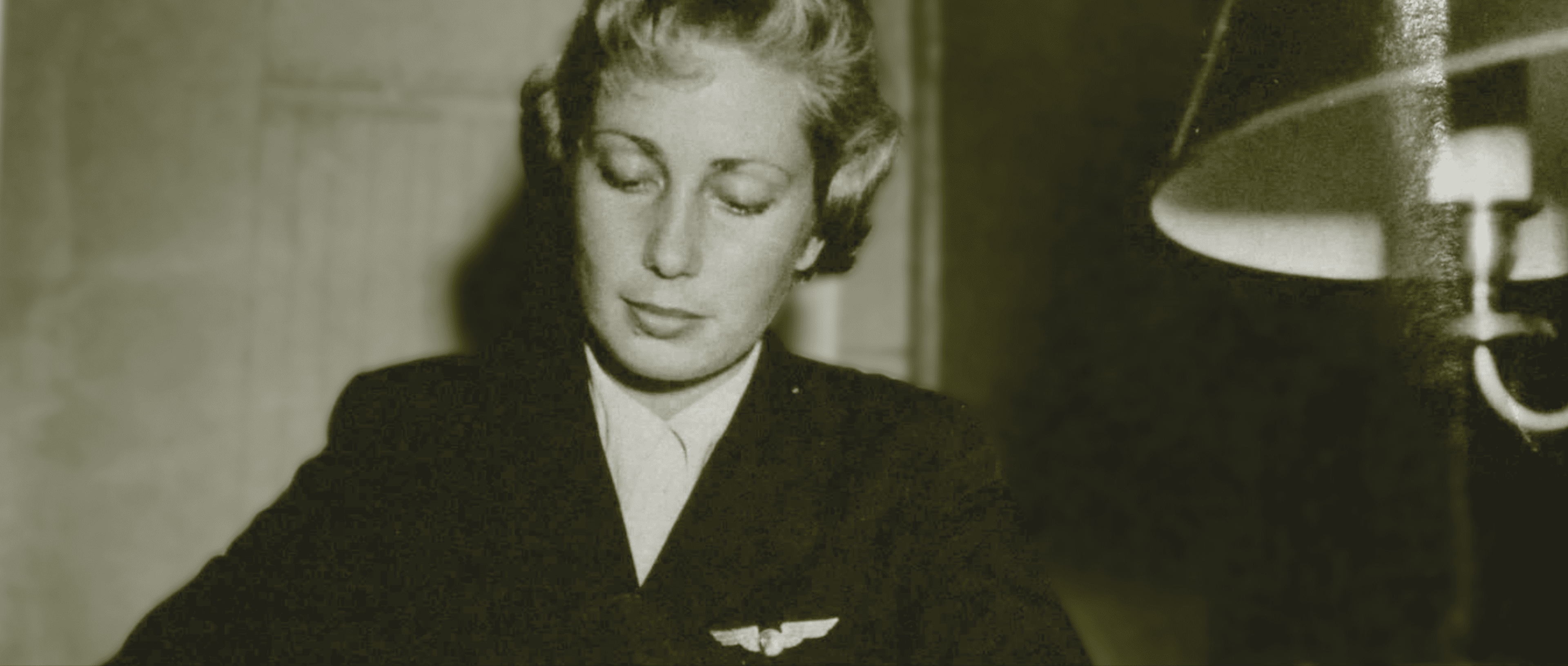
Ilse Fuskova dans sa jeunesse portant son uniforme d’hôtesse de l’air.

Ilse Fuskova est la première femme ayant ouvertement déclaré être lesbienne sur une chaîne de télévision argentine. Elle fait cette déclaration en 1991, lorsque Mirtha Legrand l'invite à participer à l'un de ses repas. Cette émission est parfois décrite comme l'une des plus vues de l'année. Ilse Fuskova est mariée, elle a trois enfants.
En 1984, elle se sépare et, l'année suivante, débute un mouvement féministe et lesbien. Elle est co-rédactrice en chef de Cuadernos de Existencia Lesbiana avec Adriana Carrasco. Le premier numéro sort le 8 mars 1987. Dans les années 1990, elle rejoint Les Gays por los Derechos Civiles (Les Gays pour les Droits civiques) avec Carlos Jauregui. Elle joue un rôle dans l'organisation de la première marche des fiertés (Marcha del Orgullo LGBT) de Buenos Aires en juin 1992. Depuis 20 ans, elle est la compagne de Claudina Marek, qui est également dans l'activisme lesbien. Ensemble, elles publient en 1994 une conversation avec Silvia Schmid, intitulée Amor de mujeres. El lesbianismo en la Argentina, hoy (L'amour des femmes. Le lesbianisme en Argentine, aujourd'hui). Ilse Fuskova est honorée lors de la Primer Encuentro Nacional de Mujeres Lesbianas y Bisexuales de Rosario (Première rencontre nationale des femmes lesbiennes et bisexuelles de Rosario) en 2008.
Au cours des dernières années, elle met également l'accent sur l'écologie et entame une relation avec un homme gay. En 2015, elle est déclarée citoyenne de la ville de Buenos Aires, à l'assemblée législative.

## Œuvre choisie
- (es) Amor de mujeres: el lesbianismo en la Argentina, hoy (avec Claudina Marek, 1994)